# Verzorgingsplaats Wouwse Tol
Verzorgingsplaats Wouwse Tol is een verzorgingsplaats in Nederland, gelegen aan de A58 Eindhoven-Vlissingen tussen afrit 26 en knooppunt Zoomland, ten zuidwesten van Wouw, in de gemeente Bergen op Zoom. De verzorgingsplaats bestaat uit Wouwse Tol-Noord en Wouwse Tol-Zuid.
De "Wouwse Tol" deelt haar naam met de dorpen Wouw en Wouwse Plantage, het landgoed Wouwse Plantage en het bos Wouwsche Plantage, allen gelegen in de gemeente Roosendaal. Wouwse Tol-Noord heette eerst Bolusberg. Wouwse Tol-Zuid heette Zeezuiper naar een gelijknamig natuurgebied.
Bij Wouwse Tol-Zuid zijn diverse restaurants te vinden. Deze restaurants zijn vanuit Wouwse Tol-Noord via een tunnel te bereiken.
Aan de Ruytershoveweg (parallelweg) ligt ter hoogte van de Wouwse Tol-Noord een bushalte, waarmee de Wouwse Tol met openbaar vervoer te bereiken is.
Richting Vlissingen: Kriekampen · Brehees · Blaak · Molenheide · Lage Aard · Bremberg · Hoezaar · Spuitendonk · Wouwse Tol Noord · 't Scheld · Vliete · Selnisse
Richting Eindhoven: Arnemuiden · Vliedberg · Voetpomp · Het Rak · Wouwse Tol Zuid · Mastpolder · Liesbos · Hooge Aard · Raakeind · Leikant · Kerkeind · Kloosters